# Massy (Essonne)
Massy település Franciaországban, Essonne megyében. Lakosainak száma 50 597 fő (2022. január 1.). Massy Antony, Champlan, Chilly-Mazarin, Igny, Palaiseau, Verrières-le-Buisson és Wissous községekkel határos.

## Népesség
A település népességének változása:
| Lakosok száma | 45 902 | 48 363 | 50 549 | 50 833 | 50 632 | 50 644 | 50 506 | 50 962 | 50 597 |
|               | 2013   | 2015   | 2016   | 2017   | 2018   | 2019   | 2020   | 2021   | 2022   |

## Híres szülöttjei
- Anthony Martial (1995–) válogatott labdarúgó

## Testvérvárosai
Nyíregyháza, Magyarország